# 876

## Родени
- Свети Иван Рилски

## Починали
- 28 август – Лудвиг II Немски, франкски крал